# Zwemband

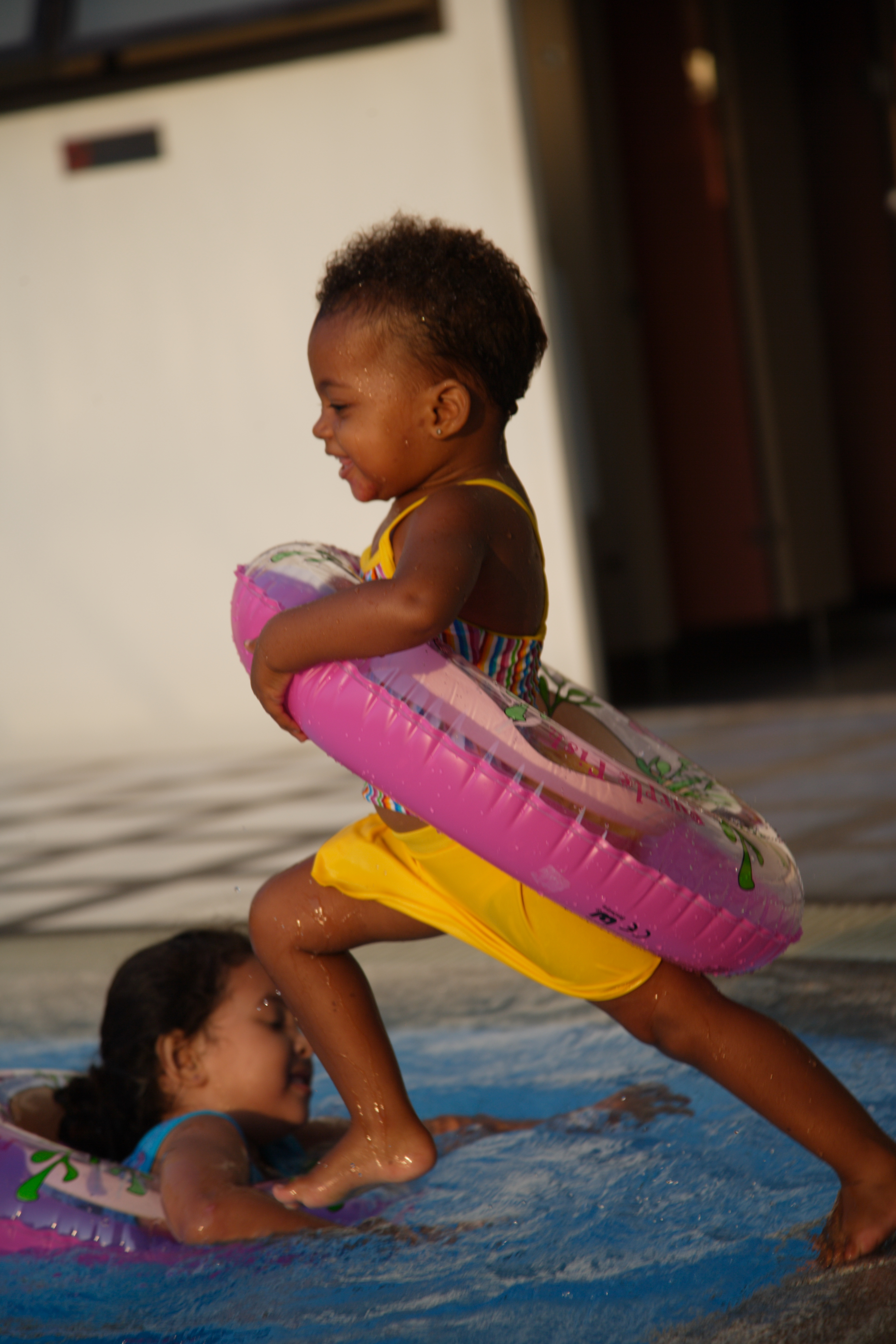
Opblaasbare zwemring

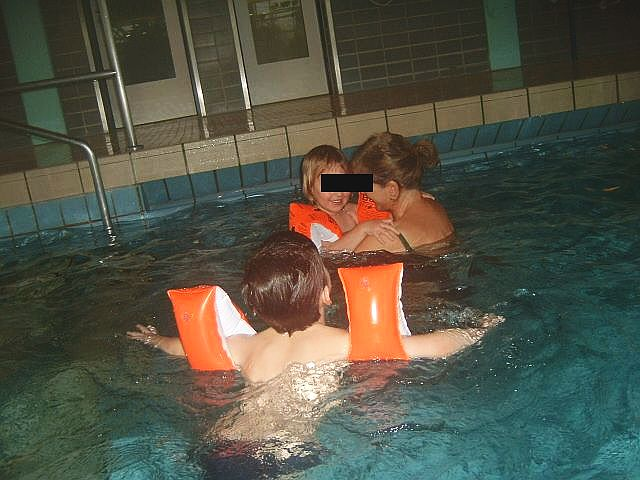
Opblaasbare zwemvleugels

Een zwemband, ook wel kurken of kurkjes genoemd, is een band of samenstel van drijvende elementen die om de taille kan worden gebonden als hulpmiddel om te leren zwemmen. Dit kan dan worden gebruikt tijdens zwemlessen. Een kind kan dan beter blijven drijven.
Het materiaal van zo'n zwemhulpmiddel heeft een hoog drijvend vermogen en is van vaste vorm. Vroeger werd hier kurk voor gebruikt, tegenwoordig vaker kunststof waarin een groot aantal met lucht gevulde cellen.
Hulpmiddelen om beter te blijven drijven zijn doorgaans bedoeld voor jonge kinderen die nog niet zelfstandig kunnen zwemmen en  voortdurend onder begeleiding van een volwassene moeten zijn.
Er zijn ook opblaasbare zwemhulpmiddelen speciaal bedacht voor jonge kinderen zoals baby's, peuters en kleuters. Grotere kinderen gebruiken ze om mee te spelen.
Daarnaast zijn er de volgende alternatieven:
- Een zwemring die om de taille van een kind kan worden gedaan. Deze geeft een gemiddeld drijfvermogen aan het hele lichaam. Vanouds werd hiervoor een autobinnenband gebruikt, met het nadeel dat er een ventiel aan de binnenkant zit.
- Zwemvleugels die om de armen kunnen worden gedaan. De vleugels geven drijfvermogen ter hoogte van de schouders waarmee vooral het hoofd boven water gehouden wordt. De rest van het lichaam zal actiever moeten bewegen om te voorkomen dat het zinkt. In openbare zwembaden geldt voor oudere kinderen die nog geen zwemdiploma hebben een verplichting om zwemvleugels te dragen, zodat voorkomen kan worden dat ze verdrinken in het diepe bad. Ze kunnen zelf meegenomen worden, maar zijn ook vaak verkrijgbaar bij de receptie van het zwembad.